# Jean-Baptiste-Prudent Carbillet
Jean-Baptiste-Prudent Carbillet, né le 6 avril 1804 à Essoyes et mort le 22 mai 1888 à Paris, est un peintre français.

## Biographie
Jean-Baptiste-Prudent Carbillet est le fils d'Edmé Vorle Carbillet et de Marie Anne de Brienne.
Élève d'Antoine-Jean Gros, il expose au Salon de 1833 à 1869.
En 1840, il épouse Henriette Chazy.
Il meurt à son domicile de la rue Rollin, à l'âge de 84 ans. Il est inhumé le 24 mai 1888 au cimetière du Montparnasse.

## Galerie

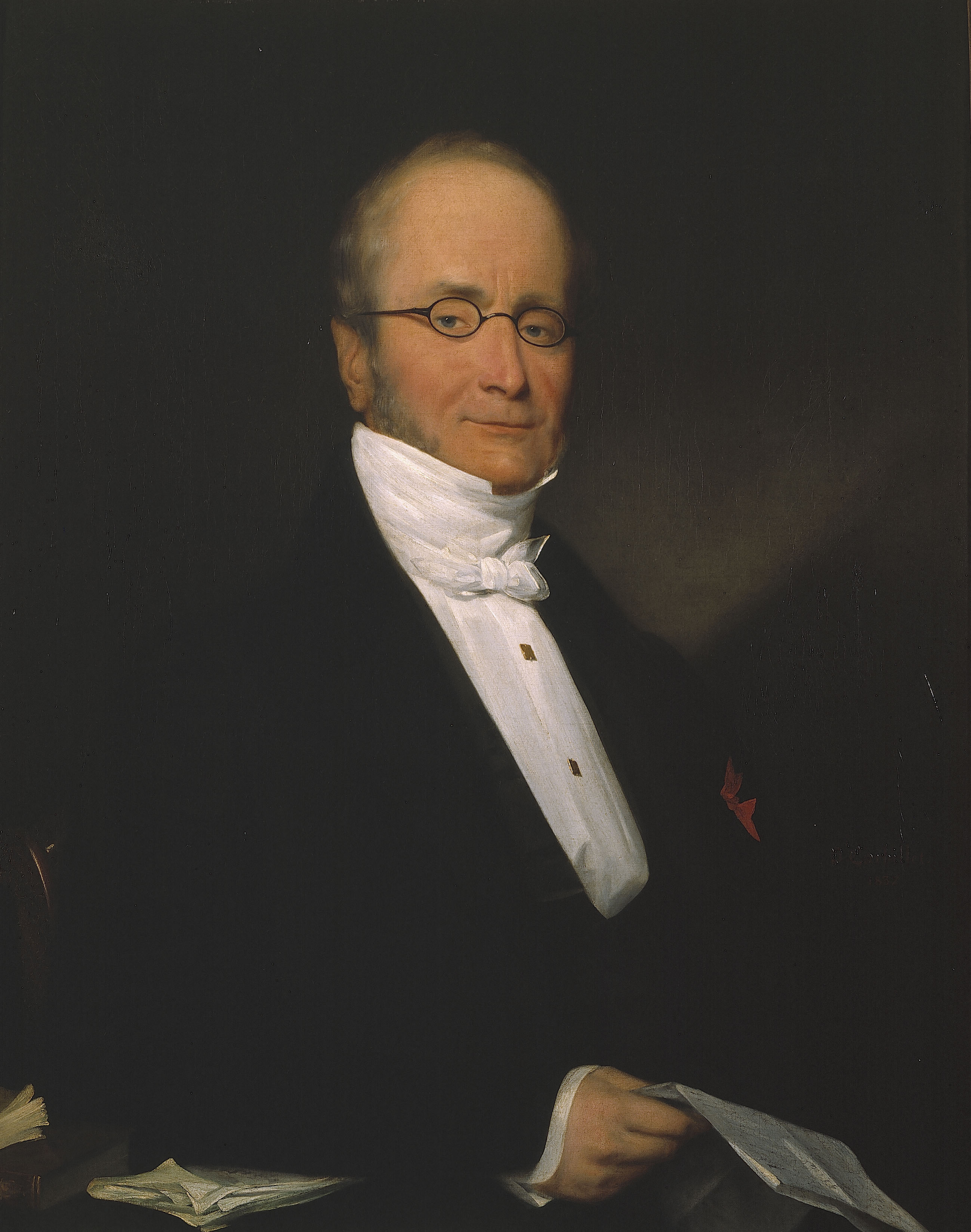
Jean-Baptiste Guillonnet-Merville

## Œuvres exposées aux Salons parisiens
- Portrait de M. H., au Salon de 1833
- Portrait de MIle T., au Salon de 1833
- Une jeune fille tenant une fleur, au Salon de 1833
- Un portrait, au Salon de 1834
- La Misère et les plaisirs, au Salon de 1835
- Portrait de l'auteur, au Salon de 1835
- Jeune femme, au Salon de 1838, étude
- Portrait d'homme en costume de fantaisie, au Salon de 1838
- Portrait de M. B., au Salon de 1838
- Religieuse de Tarascon, au Salon de 1839
- Portrait de M. Henri B., au Salon de 1839
- Portrait de M. de Merville, au Salon de 1839
- Saint Paul-le-Simple, au Salon de 1841
- Saint Sébastien, au Salon de 1841
- La Madeleine repentante, au Salon de 1842
- Le Christ lié pour la flagellation, au Salon de 1845
- Portrait d'homme, au Salon de 1846, pastel
- Jeune fille avec son chien, au Salon de 1849
- Portrait de Mme L., au Salon de 1859
- Jésus marchant sur les eaux, au Salon de 1864[5].
- Présentation de Geneviève à saint Germain, au Salon de 1866
- Portrait d'artiste, au Salon de 1867
- Le Regret, au Salon de 1868
- Portrait de Mme H. C., au Salon de 1868
- Abandonnée !, au Salon de 1869
- Sainte Catherine, au Salon de 1869

## Distinction
- Officier d'académie